# Хилберсдорф (Тирингија)
Хилберсдорф (њем. Hilbersdorf) општина је у њемачкој савезној држави Тирингија. Једно је од 61 општинског средишта округа Грајц. Према процјени из 2010. у општини је живјело 225 становника. Посједује регионалну шифру (AGS) 16076027.

## Географски и демографски подаци
Хилберсдорф се налази у савезној држави Тирингија у округу Грајц. Општина се налази на надморској висини од 300 метара. Површина општине износи 4,0 km². У самом мјесту је, према процјени из 2010. године, живјело 225 становника. Просјечна густина становништва износи 56 становника/km².

## Међународна сарадња
| Мјесто    | Држава    | Врста сарадње | Од    |
| --------- | --------- | ------------- | ----- |
| Отвил Лон | Француска | партнерство   | 2003. |
| Извор     |           |               |       |